# Ricky Williams
Errick Lynne Williams, Jr. (San Diego, California, 21 de mayo de 1977), más conocido como Ricky Williams, es un exjugador profesional de fútbol americano. Jugaba como running back y disputó once temporadas de la NFL y una temporada de la CFL, pasando por los New Orleans Saints, los Miami Dolphins, los Baltimore Ravens y los Toronto Argonauts. Como universitario, jugó para la Universidad de Texas, en donde fue seleccionado como All-American en dos ocasiones y ganó el Trofeo Heisman. Como profesional se destacó con los Dolphins, liderando su ofensiva terrestre en varias temporadas y haciéndose famoso por su explosiva velocidad y fuerza.

## Biografía
Williams nació (junto a su hermana melliza Cassandra) en San Diego, California, hijo de Sandy Williams de 19 años y su esposo, Errick Williams de 18 años. Sus padres se divorciaron en 1983, cuando tenía tan solo 5 años, y se vio obligado de cuidar de sus hermanas desde temprana edad, incluso cocinando para ellas. Tal vez debido a sus problemas familiares y el hecho de que su padre los abandonara a tan temprana edad, Williams sufrió de problemas de ira que eventualmente obligaron a su madre a enviarlo a terapia. También tenía problemas académicos, pese a que cuando tomó un examen a sus seis años que indicaba que tenía una inteligencia de un niño del doble de su edad. Williams mismo dijo una vez, "Siempre fue muy inteligente, pero no necesariamente trabaja duro. Creo que fue cuando estaba en octavo curso que recién me convertí en un estudiante aplicado y comencé a obtener buenas calificaciones". En la secundaria, Williams se convirtió en un estudiante destacado y fue incluido en el All-Academic team del San Diego Union-Tribune.
En la Escuela Secundaria Patrick Henry, Williams jugó principalmente béisbol y fútbol americano además de atletismo. Williams también compitió en lucha grecorromana, destacándose una pelea que perdió contra el futuro campeón de la NCAA y tres veces ganador del Super Bowl, Stephen Neal.
Williams medía 1.71 metros y pesaba 155 libras al entrar a la secundaria, pero subió 25 libras antes de empezar su tercer año. Debido a su estilo físico de juego, Williams jugó como linebacker exterior y strong safety además de su posición principal como running back. En sus años en la secundaria consiguió un total de 4.129 yardas y 55 touchdowns, y en su último año alcanzó 2.099 yardas por tierra y 25 touchdowns, números que le valiero el premio al Jugador de Año por parte del San Diego Union-Tribune. Entre sus partidos más destacados en su último año están la derrota ante la Escuela Secundaria Helix, en donde consiguió 200 yardas, la victoria 26-3 sobre Chula Vista en donde logró 248 yardas y tres touchdowns, la victoria 13-3 sobre Mira Mesa con 215 yardas en 21 acarreos y dos touchdowns, la victoria sobre Point loma con 143 yardas en 18 acarreos y dos touchdowns y la victoria sobre los líderes, la Escuela Secundaria Samuel F.B. Morse, en la que Williams consiguió 129 yardas y un touchdown, además de contribuir 47 de las 69 yardas en la secuencia final que le dio la victoria a Patrick Henry por 20 a 17. Dos semanas después de su victoria sobre Morse, Patrick Henry ganó su primer título de la Eastern League en 11 años tras vencer 21-12 a la Secundaria San Diego; Williams parecía estar encaminado a fijar un nuevo récord en ese partido tras haber conseguido 115 yardas y dos anotaciones en el primer cuarto, pero sufrió una lesión en su pierna en la tercera jugada del segundo cuarto. Luego de ser atendido volvió a entrar al partido para un acarreo más, pero debió ser retirado del campo nuevamente, esta vez en forma definitiva. Luego de dos semanas de recuperación, Williams pudo jugar, aunque adolorido, en la primera ronda del CIF-San Diego Section Division 1 playoffs ante San Dieguito y consiguiendo 94 yardas en 25 acarreos en un partido que terminarían ganando 15-14. En la segunda ronda, Willams registró 110 yardas en la victoria 21-17 sobre Rancho Buena Vista, llevando así a Patrick Henry a la final en el Jack Murphy Stadium, lo que sería una revancha ante Morse. Sin embargo, Patrick Henry caería ante Morse 13-0 en la final y Williams fue limitado a tan solo 46 yardas, sus números más bajos de la temporada, y su equipo apenas consiguió 62 yardas totales en la ofensiva.

## Carrera universitaria
Williams aceptó una beca deportiva para la Universidad de Texas, en donde jugó para los Texas Longhorns entre 1995 y 1998. Williams tiene o comparte 20 récords de la NCAA, y se convirtió en el líder de todos los tiempos en yardas por tierra en la División I-A de la NCAA en 1998 con 6279 yardas (récord roto un año después por Ron Dayne de la Universidad de Wisconsin). Williams tuvo una sensacional campaña en su último año,  highlighted por nueve touchdowns y 385 yardas en sus primeros dos partidos de la temporada; registrando 318 yardas por tierra y seis touchdowns contra Rice; corriendop or 350 yardas y cinco touchdowns contra Iowa State; y registrando 150 yardas por tierra contra la defensa de Nebraska. Ayudó a vencer al eterno rival de Texas, la Universidad de Oklahoma, obteniendo 166 yardas y dos anotaciones en ese partido.
Williams rompió el récord de yardas por tierra durante el partido de rivalidad anual celebrado el día después del Día de Acción de Gracias (ese año en particular cayó el 27 de noviembre de 1998) entre Texas y Texas A&M. Necesitando tan solo 11 yardas para romper el récord de Tony Dorsett que se encontraba vigente por 22 años (6.082 yardas), Williams se acercó a la línea de golpeo con 1:13 minutos restantes en el primer cuarto; tras recibir el balón, Williams giró entre los bloqueos de sus lineros Leonard Davis y Roger Roesler. Luego de dejar atrás al linebacker de Texas A&M, Warrick Holdman, Williams aprovechó un bloqueo de Ricky Brown y aceleró a lo largo del lado izquierdo. Después de eso Williams rompió un tackle del safety Rich Coady en la yarda 12, aprovechó un bloqueo más, esta vez del receptor Wane McGarrity, y finalmente vadió fácilmente el intento de tackle de Jason Webster sobre la línea gol.
El juego se detuvo momentáneamente mientras Williams recibía el balón del partido y era premiado por un grupo de dignatarios entre los que se encontraba Dorsett. La carrera de Williams le dio a Texas una ventaja de 10 puntos que finalmente ayudó a los Longhorns a derrotar a los favoritos Texas A&M 26-24. Terminó el partido con 259 yardas por tierra y un máximo en su carrera universitaria de 44 acarreos. Rompió el récord de la NCAA División I-A de touchdowns por tierra y puntos acumulados ese mismo año cuando alcanzó los 73 y 452 respectivamente (récord superado por Travis Prentice de la Universidad de Miami un año más tarde), y acumuló 200 o más yardas en doce partidos diferentes (récord que comparte con Dayne y Marcus Allen de USC). Williams ganó la edición 64 del Trofeo Heisman, convirtiéndose en el segundo jugador de Texas Longhorn en recibir este honor, uniéndose a Earl Campbell.
En la universidad, Williams era conocido como el Tornado de Texas.

### Estadísticas universitarias
Fuente: 
- Tomar en cuenta que la tabla incluye las actuaciones de Williams en tazones. los cuales no eran incluidos en las estadísticas oficiales de la NCAA hasta 2002.

|           |        | Yardas por Tierra | Yardas por Tierra | Yardas por Tierra | Yardas por Tierra | Yardas por Tierra | Yardas por Tierra | Yardas por Tierra | Recepciones | Recepciones | Recepciones | Recepciones |
| Temporada | Equipo | PJ                | Acarreos          | Yds               | Pro               | Yds/A             | Más Larga         | TD                | Rec         | Yds         | Más Larga   | TD          |
| --------- | ------ | ----------------- | ----------------- | ----------------- | ----------------- | ----------------- | ----------------- | ----------------- | ----------- | ----------- | ----------- | ----------- |
| 1995      | TEX    | 13                | 178               | 1.052             | 5,9               | 80,9              | 65                | 8                 | 16          | 224         | 49          | 1           |
| 1996      | TEX    | 13                | 216               | 1.320             | 6,1               | 101,5             | 75                | 13                | 33          | 307         | 46          | 2           |
| 1997      | TEX    | 11                | 279               | 1.893             | 6,8               | 172,1             | 87                | 25                | 20          | 150         | 27          | 0           |
| 1998      | TEX    | 12                | 391               | 2.327             | 6,0               | 193,9             | 68                | 29                | 29          | 307         | 48          | 1           |
|           | Total  | 49                | 1.064             | 6.592             | 6,2               | 134,5             | 87                | 75                | 98          | 988         | 49          | 4           |

### Ligas menores de béisbol
Williams fue elegido en la octava ronda del draft amateur de la MLB de 1995 por los Philadelphia Phillies luego de graduarse de la escuela secundaria. Durante sus años universitarios, jugó cuatro temporadas para el equipo juvenil de los Phillies, pero nunca jugando por encima de Clase A. Como jardinero, Williams jugó 170 partidos y terminó su carrera con un promedio de bateo de.211, 4 jonrones y 46 bases robadas. Durante su tercer año, fue compañero del futuro campocorto de los Phillies, Jimmy Rollins, quien dijo que Williams era el hombre más rápido que había visto en su vida.

## Carrera profesional

### New Orleans Saints
Williams fue elegido como la quinta selección del Draft de la NFL de 1999 por los New Orleans Saints. El entrenador en jefe Mike Ditka había intercambiado todas sus selecciones del draft de 1999 a los Washington Redskins para poder seleccionar a Willians, además de una selección de la primera y otra selección de la tercera ronda para el año siguiente. Esta fue la primera vez que un jugador se convirtió en la única selección de un equipo de la NFL en el draft. Williams y Ditka posaron para la portada de ESPN The Magazine como marido y mujer con el titular "Para bien o para mal". La organización de Master P "No Limit Sports" negoció su contrato, el cual estaba cargado de incentivos; recibió un bono por fichaje de 8 millones de dólares y un salario con incentivos que podía ir desde 11 hasta 68 millones en caso de que cumpla con todos sus objetivos, muchos de los cuales requerían desempeños por encima del máximo nivel. El contrato fue criticado por muchísimas personas, tanto por agentes deportivos como periodistas, quienes sabían que la posición de Williams le daba acceso a salarios garantizados mucho más altos. Williams finalmente despidió a "No Limit Sports" y contrató a Leigh Steinberg como su agente. Ditka fue despedido más adelante por los malos resultados del equipo.
Williams estuvo tres temporadas (1999-2001) con los Saints. Tuvo un modesto éxito allí, alcanzando las 1000 yardas en dos temporadas y 2000 en 2001. En el año 2000 consiguió exactamente 1000 yardas por tierra y anotó nueve touchdowns en 10 partidos. Se perdió los últimos 6 juegos de la temporada y los playoffs debido a una lesión. Los Saints terminaron la temporada regular con un récord de 10-6 y ganaron un partido de postemporada por primera vez en su historia en contra de los St. Louis Rams. La mejor temporada de Williams en términos de estadísticas vino en 2001, cuando consiguió 1245 yardas por tierras, 8º en toda la liga. También capturó 60 pases y completó 511 por aire. Esa fue su última temporada con los Saints.

### Miami Dolphins

#### Primer paso

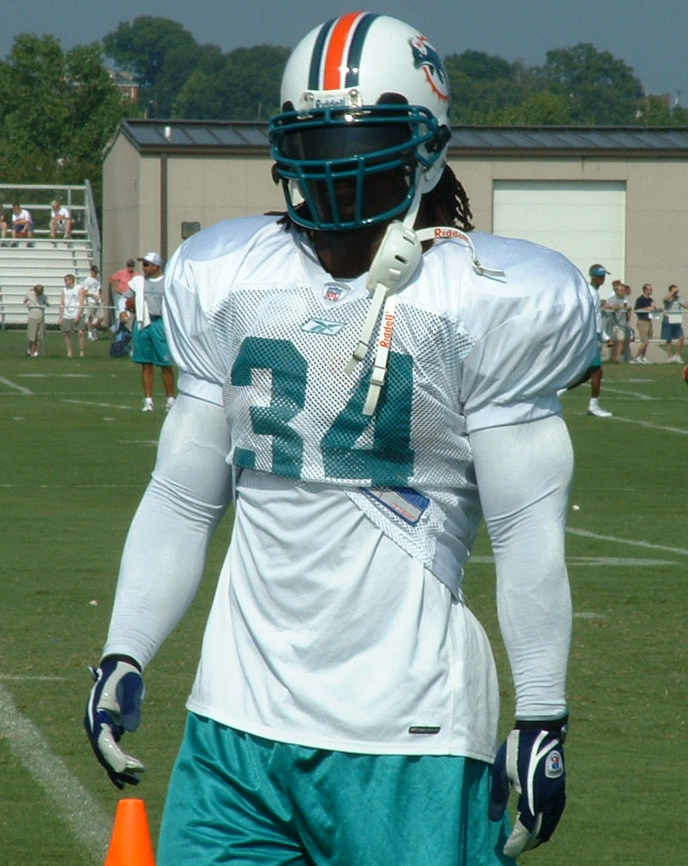
Williams durante su primer paso por los Dolphins.

Williams fue enviado a los Miami Dolphins el 8 de marzo de 2002 a cambio de cuatro selecciones del draft, incluyendo a dos selecciones de primera ronda. En 2002, su primera temporada con los Dolphins, lideró la liga en yardas por tierra con 1.853, y fue seleccionado al equipo All-Pro y para el partido del Pro Bowl.
Williams era conocido por sus rizos al estilo de los rastafaris, pero se rasuró la cabeza en un viaje a Australia. Su timidez lo convirtió en un personaje peculiar. "Ricky es un tipo diferente", dijo su excompañero en los Saints, Joe Horn. "Cuando hay personas con las que quiere tratar, lo hace. Y a las personas que quiere evitar por completo, las evita. Nadie podía entender eso. No creo que los muchachos en el camerino entendían que el simplemente quería estar solo - ya saben, callado. Si no lo entendías y no sabías como erap, siempre te mantenía en suspenso". Además de ser bien callado, Williams era conocido por hacer sus entrevistas después de los partidos con su casco puesto (con su visor oscuro y todo) y evitando hacer contacto visual. Williams fue diagnosticado más adelante con depresión clínica y ansiedad social.

#### Retiro prematuro del fútbol profesional

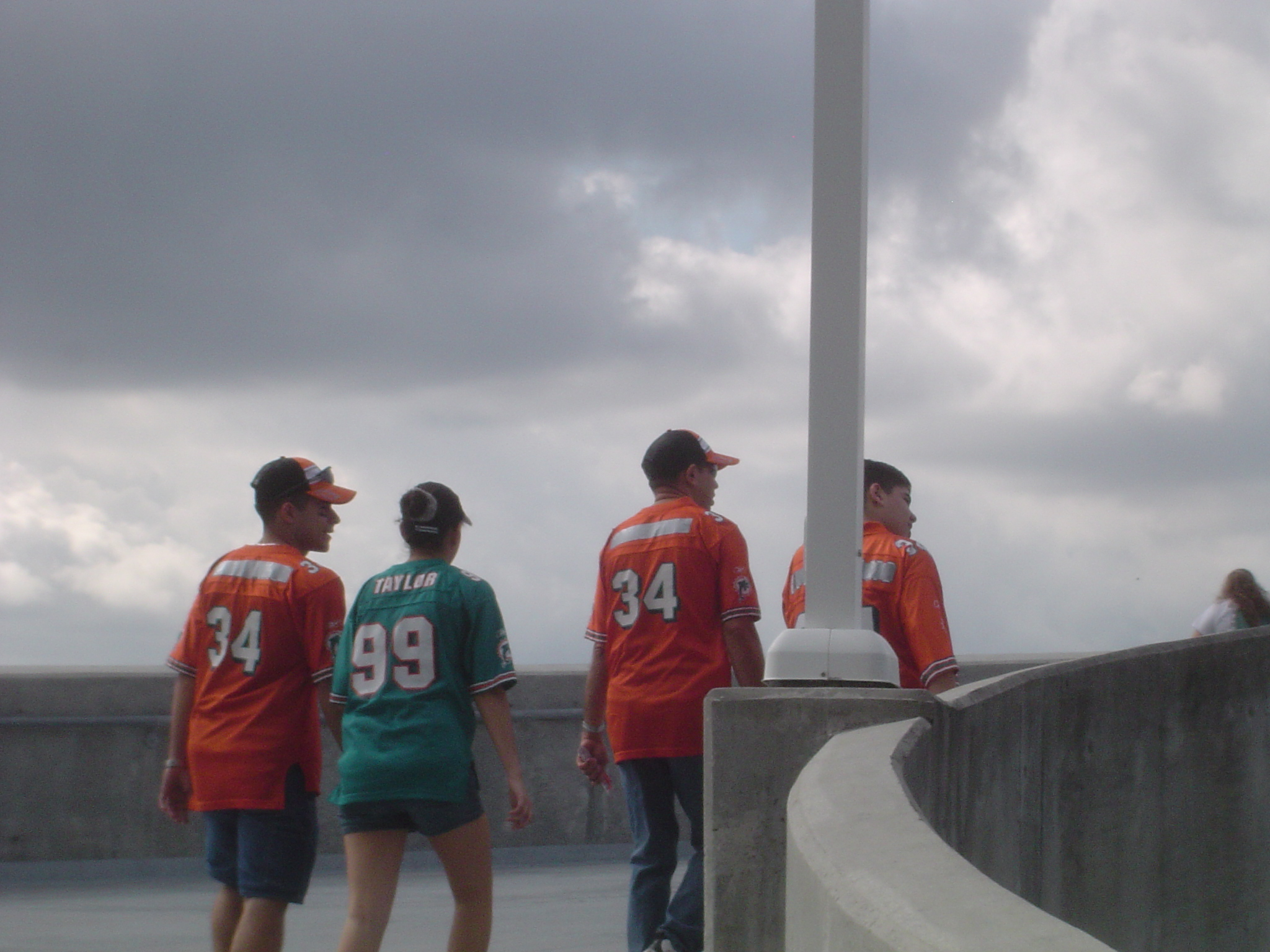
Fanes de los Miami Dolphins, enjoados con la suspensión por consumo de drogas de Ricky Williams y su posterior retiro de la NFL en 2004, ocultan el nombre del jugador en sus camisetas.

El 14 de mayo de 2004 se anunció que Williams había dado positivo por consumo de marihuana en diciembre de 2003 y debía pagar una multa de $650.000 y cumplir una suspensión de cuatro partidos por violar la política de abuso de sustancias de la NFL. Anteriormente había testeado positivo por consumo de marihuana antes de unirse a los Dolphins, junto con el ex despejador Andrew Tomasjewski. Poco antes después de que empiece la pretemporada en julio de 2004, Williams hizo públicas sus intenciones de retirarse del fútbol profesional.
Se especuló que no había logrado pasar una tercera prueba de dopaje, pero finalmente Williams anunció su retiro del fútbol el 2 de agosto de 2004. Williams no jugó en la temporada 2004 de la NFL y ese otoño entró a la Universidad de Ayurveda de California en Grass Valley para estudiar ayurveda, un antiguo sistema de medicina holística india. Los Dolphins terminaron la temporada 2004-05 con un récord de 4-12.
Williams insiste que no se arrepiente de haberse retirado en 2004. Cree que fue la "cosa más positiva" que ha hecho en su vida y le dio tiempo para encontrarse a sí mismo.

#### Regreso al fútbol

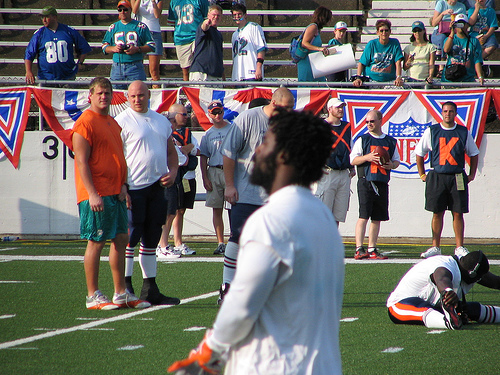
Williams el Salón de la Fama del Pro Bowl de 2005.

Williams regresó oficialmente a los Dolphins el 24 de julio de 2005, devolvió un porcentaje de su bono de fichaje y completó su suspensión de cuatro partidos por consumo de drogas. En la conferencia de prensa que otorgó en su regreso, Williams expresó sus disculpas por haber abandonado al equipo dos días antes de comenzar la pretemporada, algo que contribuyó a que los Dolphins terminen con tan solo cuatro partidos ganados ese año - una de sus peores temporadas. Williams terminó la temporada 2005 con seis touchdowns y un promedio de 4.4 yardas por acarraeo en 168 intentos y un total de 743 yardas. Pese a que compartió minutos con Ronnie Brown, logró correr por 172 yardas en la semana 16 y por 108 yardas en la semana 17.
El 20 de febrero de 2006, la liga anunció que Williams había violado la política de drogas de la NFL por cuarta vez. Su madre supuestamente declaró que no creía que se tratara de otra violación por consumo de marihuana, y que puede que él haya estado en India cuando le tocaba tomar su prueba. El 25 de abril de 2006 Williams fue suspendido por la totalidad de la temporada 2006. Se ha especulado que la sustancia en cuestión era una yerba relacionada con su interés en la medicina alternativa.

### Toronto Argonauts
Estando suspendido para toda la temporada 2006 de la NFL, los Toronto Argonauts de la Canadian Football League decidieron colocar a Williams en la lista de negociación para la temporada 2006 de la CFL. Esto garantizaba que los Argonauts serían la organización de la CFL que tendría el derecho de negociar con Wiliams si es que su contrato con la NFL fuese terminado en cualquier momento. Los Dolphins le permitieron a Williams jugar para los Argonauts bajo la condición de que regresara a Miami en 2007.
El 28 de mayo de 2006, Williams se convirtió en el running back mejor pagado de la CFL cuando firmó un contrato por un año valuado en 240.000 dólares canadienses con los Argonauts. Eligió utilizar el número 27 en su camiseta.
El fichaje provocó la ira del ex quarterback de los Argonauts, Joe Theismann. El 30 de mayo de 2006, Theismann fue entrevistado por la estación The Fan 590 de Toronto, en donde criticó el fichaje del suspendido Williams. Theismann indicó que se sentía indignado al estar asociado con una organización que estaba dispuesta a fichar a "un adicto" como Williams. La CFL no tenía una política de abuso de sustancias en ese momento, ni tampoco prohibía a los equipos fichar a jugadores que habían sido suspendidos de otras ligas, pese a que Williams estaba bajo contrato con los Dolphins para la temporada 2006.
Los dueños de los Argonauts respondieron a las críticas de Theismann diciendo que el hijo de Theismann, Joe, se declaró culpable en 2002 a un cargo criminal de posesión de parafernalia de droga. Recibió una pena suspendida de 10 años en prisión, se le dio cinco años de libertad condicional y una multa. "Es realmente un tema delicado como para que él esté atacando a alguien si tiene eso mismo en su propia familia", dijo uno de los dueños de los Argonauts David Cynamon. "Si yo fuese su hijo y veo que él llama drogadicto a [Williams] y dice que debe dejar el fútbol y que es un perdedor, estaría devastado. Esto es realmente molesto".
Williams hizo su debut oficial en la CFL el 17 de junio de 2006, en un partido como local ante los Hamilton Tiger-Cats en el Rogers Centre. En ese encuentro, consiguió 97 yardas por tierra en 18 acarreos, registrando una máxima de 35 yardas en el cuarto cuarto. Williams también tuvo dos recepciones por un total de 24 yardas en un partido en el que los Argonauts finalmente vencieron a los Tiger-Cats por 27 a 17.
El 22 de julio de 2006, Williams se rompió un hueso del brazo izquierdo durante un partido ante los Saskatchewan Roughriders en Regina. Se sometió a una cirugía el 23 de julio de 2006 para reparar el hueso. Poco después de la lesión, Williams volvió a sufrir otra lesión luego de que una puerta en las instalaciones de entrenamiento de los Argonauts se cerrara detrás de él y golpeara la parte trasera de su tendón de Aquiles, lo que requirió 16 puntos para cerrar la herida.  Durante su recuperación, Williams recibió tratamiento de oxigenación hiperbárica en St. Catharines para acelerar su regreso. En total, Williams se perdió dos meses de la temporada, y regresó el 23 de septiembre de 2006 contra los Calgary Stampeders.
En los 11 partidos que jugó durante la temporada regular de la CFL en 2006, Williams realizó 109 acarreos, completó 526 yardas y anotó dos touchdowns, siendo su carrera más larga de 35 yardas. Atrapó 19 pases por un total de 127 yardas.
Williams profesó su amor por Toronto y mencionó la posibilidad de regresar al fútbol canadiense en su carrera profesional. "Estaba pensando que no sería mala idea regresar acá y seguir los pasos de Pinner --jugar aquí un par de años y tal vez dirigir a un equipo", dijo Williams, "porque realmente me gusta Toronto, me gusta mucho esta organización... se puede vivir aquí, me entiendes? Siento como que tengo una vida en este lugar. Vengo a trabajar, vuelvo a casa, juego con mi hijo, camino hasta la tienda. Es muy bonito. Tengo la oportunidad de enseñar. Este lugar es hermoso". en otra entrevista volvió a reiterar su deseo de permanecer en la CFL, "Si regresara aquí, me pueden poner donde quieran", dijo. "Aquí puedo jugar en la ofensiva, en la defensiva, incluso en la línea de golpeo. La NFL es tan estructurada. 'Tu juegas aquí'. Aquí puedo hacer muchas cosas."
Una vez pasada la controversia, el fichaje de Williams por parte de los Argonauts llevó al comisionado saliente de la CFL, Tom Wright, a fijar una nueva regla en su discurso final sobre el estado de la liga. Esta regla entraría en rigor antes del inicio de la temporada 2007 y prohíbe que un jugador que se encuentre bajo suspensión en la NFL firme con un equipo de la CFL. Esta regla ha sido llamada informalmente como la "Regla Ricky Williams".
Sin embargo, la nueva regla no fue aplicada en forma retroactiva, por lo que jugadores que aún estaban jugando en la liga, como el tackle ofensivo de los Argonauts, Bernard Williams, quien estaba suspendido por la NFL por abuso de drogas y no solicitó su reinstauración en la liga una vez terminó su suspensión, pudo continuar jugando en la CFL.

### Regreso a Miami
El 11 de mayo de 2007, una fuente anónomia reportó que Williams nuevamente había fallado su prueba de drogas. La fuente indicó que los asesores médicos de la NFL habían recomendado al comisionado que no permita a Williams aplicar para su reinstauración en septiembre.
Williams siguió un estricto régimen de múltiples pruebas de drogas todas las semanas en 2007 como parte de sus esfuerzos para volver a la NFL. Practicó yoga, que, según él, le ayudó a dejar de consumir marihuana. En octubre de 2007, Roger Goodell aceptó su solicitud para su reisntauración. Williams regresó a las canchas el 26 de noviembre de 2007 para un partido de Monday Night Football. Había realizado 6 acarreos y consiguió 15 yardas, cuando el linebacker de los Pittsburgh Steelers, Lawrence timmons, lo pisó en el hombro derecho, desgarrando así su músculo pectoral. Al día siguiente se anunció que se perdería el resto de la temporada, y el 28 de noviembre fue puesto en la lista de lesionados de larga duración.
En la temporada 2009, el running back titular de los Dolphins, Ronnie Brown, sufrió una lesión que le dio fin a su temporada y Williams tomó su lugar como titular por el resto de la temporada. Alcanzó las 1000 yardas por tierra en la semana 15 y fijó un récord en la NFL por el periodo más largo transcurrido entre temporadas en las que un mismo jugador había alcanzado esa cantidad de yardas con seis años. Tenía 27 años la última vez que había tenido una temporada con 1000 yardas o más, y tenía 32 en 2009 cuando rompió el récord, añadiendo un respetable promedio de 4,7 yardas por acarreo en ese año
En la temporada 2010, Williams acarreó el balón 159 veces, alcanzando 673 yardas y anotando dos touchdowns para los Dolphins, todo esto a sus 33 años y compartiendo la función de corredor con Ronnie Brown.

## Baltimore Ravens
Williams firmó un contrato por 2 años y 2.5 millones de dólares con los Baltimore Raves el 8 de agosto de 2011.  Anotó su primer touchdown en la temporada regular contra los Houston Texans el 16 de octubre. El 1 de enero de 2012, Williams sobrepasó las 10.000 yardas por tierra en su carrera y se convirtió tan solo en el 26º jugador en la historia de la NFL en lograrlo. El 7 de febrero de 2012 informó a los Ravens de su retiro de la NFL.

## Vida personal
Williams ha admitido que es muy tímido y ha sido diagnosticado con trastorno de ansiedad social, trastorno de evitación, y trastorno límite de la personalidad,  con los cuales ha luchado por sobrellevar durante su carrera futbolística. Willias se ha sometido a terapia y ha tomado medicamentos.
Williams fue vocero para la droga Paxil como tratamiento para sus trastornos. Trabajó con la empresa farmacéutica GlaxoSmithKline para educar al público sobre estas enfermedades. Williams luego dejaría Paxil indicando que la droga no era compatible con su dieta.
Williams indicó que el consumo de marihuana para él era un tipo de psicoterapia, y que había sido un mejor tratamiento ya que le producía menores efectos secundarios que el Paxil. En una entrevista con ESPN, Williams dijo que la "marihuana es diez veces mejor para mí que el Paxil".
Williams admitió en una entrevista con 60 Minutes que una de las razones de su retiro fue para evitar la humillación de que se haga público su uso de marihuana con su tercera prueba de drogas fallada. Luego de retirarse viajó a California para poder recibir una prescripción para marihuana medicinal. En 2006 indicó que ya no necesitaba marihuana, pero que no criticaba las decisiones de otras personas al respecto. En abril de 2007 dio positivo en una prueba de consumo de esta sustancia.
Williams es un instructor de yoga calificado. Ha declarado que una de las principales razones por las cuales se unió a los Toronto Argonauts de la Canadian Football League fue la oportunidad para enseñar yoga gratis en un centro de yoga de Toronto. Se dice que Williams utilizaba un método de sanación Prana de origen hindú para recuperarse de lesiones.
Williams es hijo de un pastor, y fue criado como bautista e iba a la iglesia dos veces por semana en su niñez. Aún se identifica a sí mismo como cristiano, pero sus estudios sobre yoga le abrieron la mente a otras religiones, y su visión exacta sobre la religión son difíciles de determinar. Cree que las religiones son culturales, y sus creencias incluyen por lo menos parte de las filosofías cristiana, budista e hinduista.
Williams es vegano o por lo menos su dieta no incluye carne. Tim Graham ha indicado que el yogur griego es la única comida no vegana en la dieta de Williams. PETA ha utilizado videos de él recomendando alternativas sin carne a populares platos con pollo.
Williams supuestamente es padre de seis hijos de tres mujeres diferentes. Tres de esos hijos son con su novia de muchos años y después esposa, Kristin Barnes, con quién se casó el 4 de septiembre de 2012.

## En los medios
- Es el analista de fútbol en el Longhorn Network en los programas Texas GameDay y Texas GameDay Final.[49]
- Apareció en un infomercial para Natural Golf junto a Mike Ditka, además de haber aparecido en la portada de la ESPN Magazine junto a Ditka vistiendo un vestido bodas.[50]
- El programa de HBO, Inside the NFL, tuvo un sketch en el que Williams trataba de regresar a los Dolphins. Salía tratando de recolectar 8.6 millones de dólares, evitando tomar pruebas de dopaje, e incluso pidiendo a Dan Marino que regrese con él.
- Su imagen apareció en la portada del primer videojuego de NFL Street. Williams no estuvo en la secuelas, NFL Street 2 y NFL Street 3 ya que ambos juegos fueron publicados en las temporadas en las que él estaba suspendido.
- Tuvo un rol de cameo en la película Stuck on You.
- Tuvo una aparición en la tercera temporada del reality show físico Pros vs. Joes en SpikeTV.
- Fue el objeto del documental de ESPN "Run Ricky Run". Es parte de la serie de documentales de ESPN 30 for 30.